# الطريق الأوروبي E46
الطريق الأوروبي E46 هو طريق من شبكة الطرق الأوروبية الدولية. يبدأ الطريق في شيربورغ بفرنسا، وينتهي في لياج ببلجيكا. يبلغ طوله 753 كم (468 ميل).